# Gilbert Roberts
Gilbert Roberts (Hampstead, 18 de fevereiro de 1899 — 1 de janeiro de 1978) foi um engenheiro civil britânico.